# Онесим

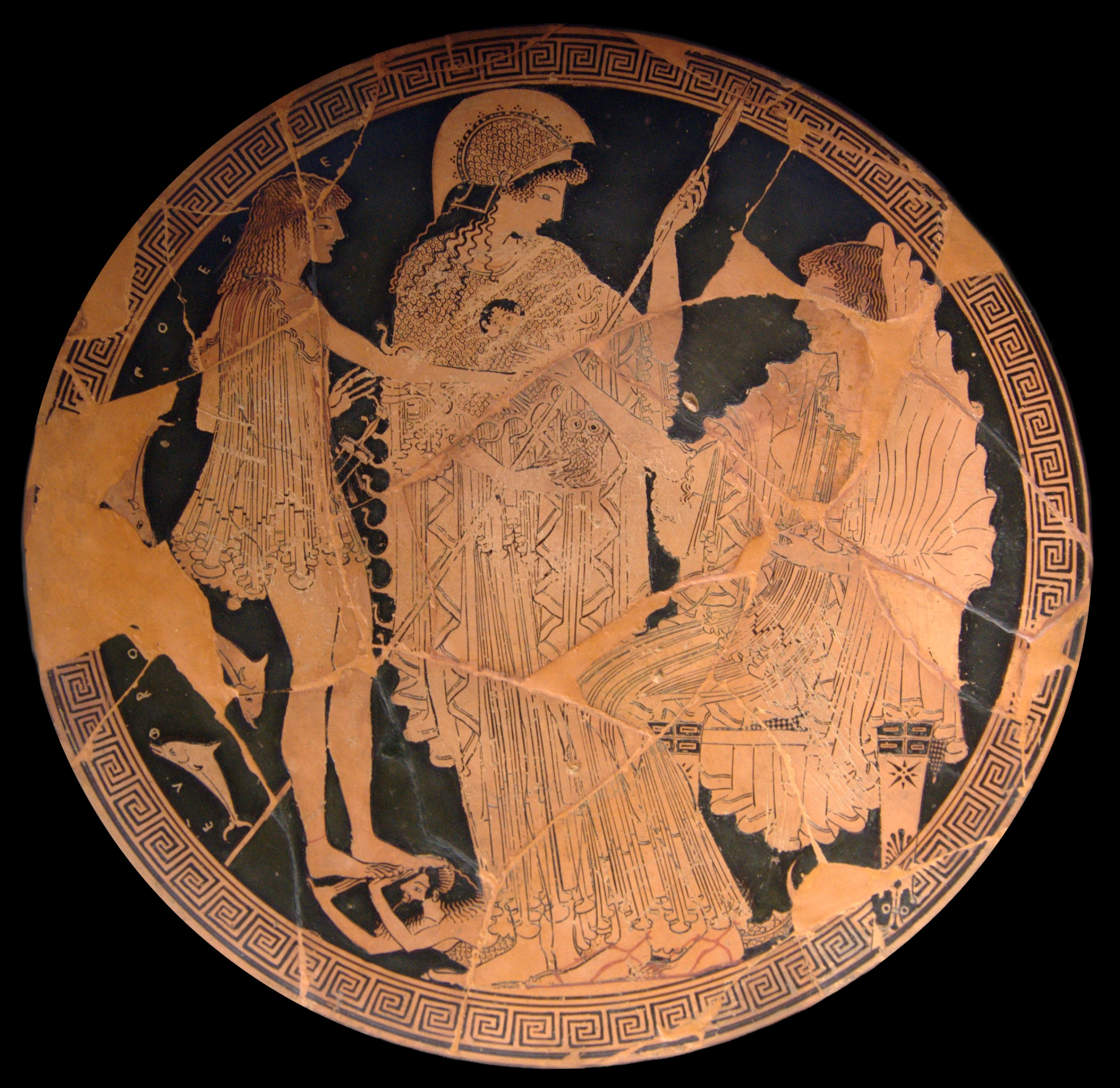
Тесей, Афродита и Амфитрита, тондо киликса, вазописец Онесим, гончар Евфроний

Онесим — древнегреческий вазописец, работал между 505 и 480 до н. э. Специализировался в отделке чаш, в основном типа B.
Как и многие другие вазописцы в краснофигурной технике его эпохи, Онесим подчеркивал реалистичность фигур. Основными его мотивами были сцены повседневной жизни, а также сцены из мифологии. Значительное количество расписанных Онесимом ваз имеет подпись гончара Евфрония, который также был вазописцем. В свете этого, а также сходства манеры вазописцев, исследователи считают, что Онесим учился у Евфрония. Также поздние работы вазописца Антифона обнаруживают сходство с работами Онесима, следовательно последний мог быть учителем вазописца Антифона.